# 맹갑
맹갑(艋舺, Monga)은 대만에서 제작된 유승택 감독의 2010년 드라마 영화이다. 원경천 등이 주연으로 출연하였다.

## 출연

### 주연
- 원경천
- 조우정

### 조연
- 봉소악
- 마여룡
- 가가연
- 왕식현

## 제작진
- 미술: 진백임
- 무술감독: 양길영